# サルカ・カスパルコワ
サルカ・カスパルコワ（Šárka Kašpárková（シャールカ・カシュパールコヴァー）、1971年5月20日 - ）は、チェコの陸上競技選手。1996年アトランタオリンピックの銅メダリストである。モラヴィア・スレスコ州カルヴィナー出身。

## 経歴
カスパルコワは、元々は走高跳の選手であった。1989年のヨーロッパジュニア選手権の走高跳で3位、1992年にはチェコスロバキア代表としてバルセロナオリンピックの走高跳に出場しているが、1m88で予選通過はならなかった。このときすでにカスパルコワは三段跳の選手として活躍しており、1992年のヨーロッパ室内選手権では、メダルまであと2cmというところまで迫っている。
カスパルコワは、1996年のヨーロッパ室内選手権で14m50でブルガリアのイヴァ・プランジェワに次いで2位となると、同年アトランタオリンピックでは、初めてオリンピックの正式種目となった女子三段跳で、ウクライナのイネッサ・クラベッツに次ぐ14m92の記録を出す。ロシアのインナ・ラソフスカヤと同じ記録であったが、2番目の記録はラソフスカヤが上回っていたため、カスパルコワは銅メダルとなった。
1997年の世界室内選手権では、14m66で、ラソフスカヤ、イギリスのアシア・ハンセンに次いで銅メダルを獲得すると、同年夏のアテネで開催された世界選手権においては、世界記録保持者でオリンピックチャンピオンのクラベッツがけがで欠場している中、15m20の自己ベストの跳躍で金メダルを獲得した。
1998年は、ヨーロッパ室内選手権ではハンセンに次いで、夏のヨーロッパ選手権ではギリシャのオルガ・バスデキに次いでともに銀メダルを獲得。翌1999年の世界室内選手権では、ハンセン、プランジェワに次いで銅メダルを手にしたものの、セビリヤの世界選手権では6位と成績は振るわなかった。
2000年シドニーオリンピックでは全体の5番目の記録で決勝に進出をしたものの、決勝では記録なしに終わっている。
カスパルコワは2001年に長女を出産した。その後も競技を続けるが、以前のような活躍を見せることはなくなった。

## 自己ベスト
- 三段跳 - 15m20 (1997年)

## 主な実績
| 年   | 大会                     | 場所                         | 種目   | 結果      | 記録  |
| ---- | ------------------------ | ---------------------------- | ------ | --------- | ----- |
| 1992 | オリンピック             | バルセロナ(スペイン)         | 走高跳 | 11位（h） | 1m88  |
| 1993 | ユニバーシアード         | バッファロー(アメリカ合衆国) | 三段跳 | 2位       | 14m00 |
| 1993 | 世界陸上選手権           | シュトゥットガルト(ドイツ)   | 三段跳 | 7位       | 14m16 |
| 1994 | ヨーロッパ陸上選手権     | ヘルシンキ(フィンランド)     | 三段跳 | 6位       | 13m98 |
| 1995 | ユニバーシアード         | 福岡(日本)                   | 三段跳 | 1位       | 14m20 |
| 1996 | ヨーロッパ室内陸上選手権 | ストックホルム(スウェーデン) | 三段跳 | 2位       | 14m50 |
| 1996 | オリンピック             | アトランタ(アメリカ合衆国)   | 三段跳 | 3位       | 14m98 |
| 1997 | 世界室内陸上選手権       | パリ(フランス)               | 三段跳 | 3位       | 14m66 |
| 1997 | 世界陸上選手権           | アテネ(ギリシャ)             | 三段跳 | 1位       | 15m20 |
| 1997 | IAAFグランプリファイナル | 福岡(日本)                   | 三段跳 | 2位       | 14m94 |
| 1998 | ヨーロッパ室内陸上選手権 | バレンシア(スペイン)         | 三段跳 | 2位       | 14m76 |
| 1998 | ヨーロッパ陸上選手権     | ブダペスト(ハンガリー)       | 三段跳 | 2位       | 14m53 |
| 1999 | 世界室内陸上選手権       | 前橋(日本)                   | 三段跳 | 3位       | 14m87 |
| 1999 | 世界陸上選手権           | セビリヤ(スペイン)           | 三段跳 | 6位       | 14m54 |
| 2000 | オリンピック             | シドニー(オーストラリア)     | 三段跳 | 12位      | NM    |
| 2003 | 世界陸上選手権           | パリ（フランス）             | 三段跳 | 12位（h） | 13m75 |
| 2004 | オリンピック             | アテネ(ギリシャ)             | 三段跳 | 16位（h） | 13m79 |
| 2005 | 世界陸上選手権           | ヘルシンキ(フィンランド)     | 三段跳 | 12位（h） | 13m69 |

- hは予選